# موجة S

تخطيط الموجة S

في علم الزلازل، الموجة S (بالإنجليزية: S-wave)‏ أو الموجة الثانوية (بالإنجليزية: secondary wave)‏ وتُسمى أيضاً موجة القص (بالإنجليزية: shear wave)‏، هي نوع من الموجات المرنة وهي موجات اهتزازية سريعة، ولكنها أقل سرعة من الموجات الأولية لذلك فهي تصل إلى جهاز السيزموجراف بعدها مباشرة، والموجات الثانوية موجات مستعرضة وتنتقل فقط خلال المواد الصلبة، ويكون اهتزاز جزيئات الوسط عمودياً على اتجاه انتشار الموجة وتتراوح سرعتها بين 3.2 و 7.4 كيلومترات في الثانية وتزداد سرعتها كلما تعمقت في باطن الأرض، ولكنها تنكسر عند اختراقها لنواة أو لب الأرض بسبب اختلاف تركيبها.